# Halil Akkaş
Halil Akkaş (* 1. Juli 1983 in Kütahya) ist ein ehemaliger türkischer Leichtathlet, der im Langstreckenlauf sowie im Hindernislauf an den Start ging.

## Sportliche Laufbahn
Erste Erfahrungen bei internationalen Meisterschaften sammelte Halil Akkaş im Jahr 2001, als er bei den Balkan-Juniorenmeisterschaften in Ankara in 9:18,67 min die Goldmedaille über 3000 m Hindernis gewann. Im Dezember gelangte er dann bei den Crosslauf-Europameisterschaften in Thun nach 20:04 min auf den 21. Platz im U20-Rennen. Im Jahr darauf wurde er bei den Crosslauf-Weltmeisterschaften 2002 in Dublin nach 25:33 min 42. im U20-Rennen und im Juli belegte er bei den Juniorenweltmeisterschaften in Kingston in 8:50,17 min den sechsten Platz im Hindernislauf. Anschließend gewann er bei den Balkanspielen in Bukarest in 8:54,19 min die Silbermedaille hinter dem Moldauer Iaroslav Mușinschi und sicherte sich dort auch im 1500-Meter-Lauf in 3:49,98 min die Silbermedaille hinter Darko Radomirović aus Jugoslawien. Kurz darauf siegte er in 8:59,76 min im Hindernislauf bei den Balkan-Juniorenmeisterschaften in Istanbul und gewann über 1500 Meter in 3:52,45 min die Silbermedaille. Im Dezember gewann er dann bei den Crosslauf-Europameisterschaften in Medulin in 18:23 min die Bronzemedaille im Juniorenrennen. 2003 belegte er bei den U23-Europameisterschaften in Bydgoszcz in 8:33,68 min den fünften Platz über 3000 m Hindernis und anschließend gelangte er bei der Sommer-Universiade in Daegu mit 8:55,90 min auf Rang neun. Bei den Crosslauf-Weltmeisterschaften 2004 in Brüssel lief er nach 13:03 min auf dem 106. Platz im Kurzrennen ein und im Dezember wurde er bei den Crosslauf-EM in Heringsdorf in 30:05 min 74. im Einzelrennen.
2005 siegte er in 3:42,77 min über 1500 Meter bei den Balkan-Hallenmeisterschaften in Peania und kurz darauf schied er bei den Halleneuropameisterschaften in Madrid mit 3:46,39 min im Vorlauf aus. Im Juli belegte er bei den Mittelmeerspielen in Almería in 8:53,48 min den achten Platz im Hindernislauf und anschließend gewann er bei den U23-Europameisterschaften in Erfurt in 8:37,38 min die Silbermedaille hinter dem Polen Radosław Popławski. Im August kam er bei den Weltmeisterschaften in Helsinki mit 8:26,35 min nicht über die Vorrunde hinaus und siegte kurz darauf in 8:30,16 min bei den Studentenweltspielen in Izmir. Im Dezember wurde er dann bei den Crosslauf-Europameisterschaften in Tilburg in 27:52 min 17. im Einzelbewerb. Im Jahr darauf siegte er in 3:44,44 min erneut über 1500 Meter bei den Balkan-Hallenmeisterschaften in Peania und belegte anschließend bei den Hallenweltmeisterschaften in Moskau in 3:43,61 min den vierten Platz. Zudem gelangte er dort im 3000-Meter-Lauf mit 8:10,37 min auf Rang zwölf. Im August klassierte er sich bei den Europameisterschaften in Göteborg mit 13:46,53 min auf dem vierten Platz über 5000 Meter. 2007 belegte er bei den Halleneuropameisterschaften in Birmingham in 8:03,14 min den vierten Platz über 3000 Meter und im August verteidigte er bei der Sommer-Universiade in Bangkok in 8:20,83 min seinen Titel im Hindernislauf und siegte in 14:08,47 min auch im 5000-Meter-Lauf. Anschließend gelangte er bei den Weltmeisterschaften in Osaka mit 8:22,51 min im Finale über 3000 m Hindernis auf den sechsten Platz und im Dezember wurde er bei den Crosslauf-EM in Toro nach 34:19 min 47. im Einzelrennen. Im Jahr darauf nahm er im Hindernislauf an den Olympischen Sommerspielen in Peking teil und schied dort mit 8:44,70 min in der Vorrunde aus. 
2009 gewann er bei den Mittelmeerspielen in Pescara in 8:30,84 min die Bronzemedaille über 3000 m Hindernis hinter den Marokkanern Jamel Chatbi und Chakir Boujattaoui. Anschließend siegte er bei der Sommer-Universiade in Belgrad in 14:06,96 min über 5000 Meter und gewann im Hindernislauf in 8:25,80 min die Silbermedaille hinter dem Moldauer Iwan Lukjanow. Im Jahr darauf schied er bei den Europameisterschaften in Barcelona mit 14:07,42 min im Vorlauf über 5000 Meter aus und 2011 gewann er bei den Halleneuropameisterschaften in Paris in 7:54,19 min die Bronzemedaille über 3000 Meter hinter dem Briten Mo Farah und Hayle İbrahimov aus Aserbaidschan. Im August gewann er bei den Studentenweltspielen in Shenzhen in 8:34,57 min die Silbermedaille im Hindernislauf hinter dem Portugiesen Alberto Paulo. Im Jahr darauf kam er bei den Europameisterschaften in Helsinki im Vorlauf über 3000 m Hindernis nicht ins Ziel und 2013 belegte er bei den Halleneuropameisterschaften in Göteborg in 7:54,89 min den sechsten Platz über 3000 Meter. Ende Juni kam er bei den Mittelmeerspielen in Mersin im 10.000-Meter-Lauf nicht ins Ziel und anschließend gewann er bei den Balkan-Meisterschaften in Stara Sagora in 8:55,33 min die Silbermedaille im Hindernislauf hinter dem Bulgaren Mitko Zenow. 2015 verpasste er bei den Halleneuropameisterschaften in Prag mit 7:53,11 min den Finaleinzug über 3000 Meter und im August schied er bei den Weltmeisterschaften in Peking mit 8:54,04 min in der Vorrunde im Hindernislauf aus. Im Jahr darauf nahm er erneut an den Olympischen Sommerspielen in Rio de Janeiro teil und kam dort mit 8:33,12 min nicht über den Vorlauf hinaus, woraufhin er seine aktive sportliche Karriere im Alter von 33 Jahren beendete.
In den Jahren 2004 und 2005 wurde Akkaş türkischer Meister im 1500-Meter-Lauf sowie 2005 und 2013 über 3000 Meter und 2004 über 3000 m Hindernis.

## Persönliche Bestleistungen
- 1500 Meter: 3:39,48 min, 29. April 2007 in Izmir
  - 1500 Meter (Halle): 3:41,74 min, 25. Januar 2006 in Moskau
- 2000 Meter: 5:01,29 min, 3. Juni 2007 in Istanbul (türkischer Rekord)
- 3000 Meter: 7:49,23 min, 14. Juni 2009 in Istanbul
  - 3000 Meter (Halle): 7:45,74 min, 20. Februar 2007 in Stockholm
- 5000 Meter: 13:46,19 min, 29. Mai 2010 in Vila Real de Santo António
  - 5000 Meter (Halle): 13:28,39 min, 2. Februar 2006 in Stockholm
- 10.000 Meter: 28:31,82 min, 8. Juni 2013 in Prawez
- 3000 m Hindernis: 8:18,43 min, 22. Mai 2007 in Izmir